# エアハルト・ハイデン
エアハルト・ハイデン（Erhard Heiden、1901年2月23日 – 1933年4月）は、ドイツの親衛隊員。国家社会主義ドイツ労働者党第2代親衛隊全国指導者。

## 来歴

### ナチ党入党
1901年、バイエルン王国ヴァイラー＝ジンメルベルクに生まれ、フュルステンフェルトブルック郡の学校に進学する。第一次世界大戦後にドイツ義勇軍に参加した。
1923年、ナチ党の準軍事組織・突撃隊に入隊し、アドルフ・ヒトラー特攻隊に配属される。同年に発生したミュンヘン一揆にも参加するが、一揆の失敗によりナチ党は解散に追い込まれる。
1925年、ナチ党の再結成に参加。ヒトラーはユリウス・シュレックに新しい護衛組織・親衛隊の創設を命令し、ハイデンはエミール・モーリスと共に親衛隊に入隊する。入隊後、ハイデンは親衛隊を突撃隊から独立した組織にすることを提唱した。

### 親衛隊全国指導者
1927年3月1日、親衛隊が突撃隊以下の権限しか与えられない現状に不満を抱いたヨーゼフ・ベルヒトルトが辞任したため、後任として親衛隊全国指導者に就任する。ハイデンは粗野な突撃隊との差別化を図るため親衛隊を少数精鋭の組織にすることを考え、親衛隊員に厳しく規律を守らせた。
しかし、規律の厳格さに耐えられず脱退する隊員が続出し、1,000人だった親衛隊の隊員は280人にまで減少し、親衛隊の活動範囲はミュンヘンに限定される事態となった。これに対し、突撃隊は親衛隊を解散するように提案するなど解散の危機に直面し、ハイデンは親衛隊の維持を図るため、9月にハインリヒ・ヒムラーを親衛隊全国指導者代理に起用した。ヒムラーは親衛隊内で勢力を拡大し、ハイデンを凌駕する地位を確立していった。
1929年1月5日、ハイデンは親衛隊全国指導者を辞任し、ヒムラーが後任となった。辞任の理由は「家庭の事情」とされているが、原因は突撃隊最高指導者フランツ・プフェファー・フォン・ザロモンとの対立の他に、ユダヤ人との関係について告発されたためとも言われている。ハイデンは1928年以降、親衛隊員の制服を供給する衣料品会社を経営し、ミュンヘンの衣料品会社と業務提携していたが、提携先がユダヤ人が経営していた会社だったため、「ユダヤ人に利益を与えた」として辞任に追い込まれたという。しかし、辞任の正確な理由について、歴史学者のペーター・ロングリヒは「我々はハイデンの辞任とヒムラーの就任を説明するための手掛かりを持ってはいない」と述べている。

### 処刑
ヒムラーの下で親衛隊は勢力を拡大し、1933年1月のナチ党の権力掌握時には5万人以上の隊員を有していた。ナチ党政権成立後、親衛隊は各州の警察権を獲得し、反体制派や党内の敵対者の排除を開始する。ハイデンは4月にヒムラーとラインハルト・ハイドリヒの命令によって逮捕され、ミュンヘンの保安本部で処刑された。ハイデンの遺体は9月に発見され、9月15日に埋葬された。